# Huletågen
Huletågen er en stjernetåge med en afstand på 2400 lysår i stjernebilledet Cepheus.
| Astronomi | Spire Denne artikel om astronomi er en spire som bør udbygges. Du er velkommen til at hjælpe Wikipedia ved at udvide den. |

Koordinater:  22h 57m 17.14s, +62° 28′ 33.4″